# 3251 Ератосфен
3251 Ератосфен (3251 Eratosthenes) — астероїд головного поясу, відкритий 24 вересня 1960 року.
Тіссеранів параметр щодо Юпітера — 3,199.